# 권력모략론
권력모략론(일본어: 権力謀略論 켄료쿠보우랴쿠론[*])은 일본 신좌파 정파인 혁마르파의 사상의 하나로, “적대 당파로부터의 공격은 사실 국가권력에 의한 음모”라는 개념이다. 이 이론은 1974년 7월 29일 혁마르파 기관지 『해방』에서 처음 제기되었다. 주장인즉슨 “우리는 적대적 당파(중핵파, 해방파 등)에 대한 투쟁에서 승리했지만, 국가권력이 적대 당파들의 지도부에 스파이를 잠입시켜 조종, 안게바를 가장한 모략을 장치했다”는 것이다. 예를 들어 안게바 등 "사건"이 발생했을 경우, 혁마르파는 독자적인 탐문조사를 통해 사건의 전모를 분석하고 이 과정에서 찾아낸 의심스러운 점들을 국가권력의 음모로 선전했다.
혁마르파에게 "진정한 좌파"란 혁마르파 이외에는 있을 수 없고, 따라서 "권력의 탄압"도 혁마르파에게 가해지는 것 외에는 있을 수 없다. 중핵파나 해방파 등 적대적 제파에 대한 경찰권력의 탄압은 "탄압"이 아닌 "모략기관에 의한 회수"라고 표현했다. 이렇게 해서 "권력의 탄압을 받고 있는 이야말로 진정한 좌익"이라는 다소 자가당착적인 논리를 어필, 혁마르파에 대한 대중적 공감을 얻고자한 것이다.
혁마르파는 "이론파"를 자처하면서, 직접행동을 중시한 중핵파 등 다른 정파들과 구별을 분명히 했다. 혁명당유일론(유일전위당론)의 입장을 고수했기 때문에 "소아를 버리고 대동을 세운다"는 전술을 채택, 다른 정파들과 대립이 깊어져갔다. 특히 1960년대 후반 학원분쟁의 최대 결전인 야스다 강당 공방전에서 각파의 협의하에 정해져 있더 바리게이트 방위 인원을 기동대가 투입되기 전날 조직보존을 우선한다며 철수시키고, 강당에 남은 다른 정파들이 대량으로 체포되어 소모된 틈을 타 학생회들을 장악하려 하는 등 야비하게 세력확대를 꾀했기 때문에 중핵파 및 해방파와의 대립이 격화되었다.
혁마르파는 중핵파와 해방파에 대한 안게바 공격을 감행하여 양파의 지도자(중핵파의 혼다 노부요시, 해방파의 )를 살해하기에 이르고, 1974년 4월 15일 중핵파에 대한 "승리선언", 동년 7월 1일 해방파에 대한 "승리선언"을 일방적으로 발표했다. 그러나 이 살해와 승리선언이 중핵파와 해방파의 혁마르파에 대한 증오와 분발을 야기하여 그들에게 처참한 보복을 당하면서 혁마르파는 조직 동요를 초래하게 되었다. 혁마르파는 1974년 중핵파와 해방파가 자신들과의 항쟁 끝에 파괴되었다고 주장했지만, 실제로는 파괴되지 않았고 안게바는 치열해지기만 했다. "이론파"를 자처한 혁마르파로서는 이러한 모순을 수습하기 위해서, 두 적대 당파는 이미 파괴되었고 지금 혁마르파를 공격하는 것은 국가권력이 두 정파를 조종하는 것이라는 논법을 꺼내 논리의 일관성을 유지하려 한 것으로 추측된다.
1990년대에는 고베 연속아동살상사건이나 식중독 사태도 “혁명적 좌익의 파괴와 위기관리 체제의 강화 등을 목적으로 한 국가권력의 모략”이라고 주장했다. 이런 추세에 관해서는 혁마르파의 지도자 쿠로다 칸이치의 사상적 열화, 과대망상의 귀결, 또는 당시 치열했던 내부갈등 가운데 쿠로다파의 후미에로서 제시된 것 등의 추측이 이루어졌다.

## 참고 자료
- 月刊治安フォーラム編集部編『あばかれる過激派の実態』立花書房、1999年